# Mötley Crüe (musikalbum)
Mötley Crüe är Mötley Crües självbetitlade album som släpptes 1994. På denna skiva hade sångaren Vince Neil bytts ut mot John Corabi.

## Låtlista
1. "Power to the Music" - 5:12
2. "Uncle Jack" - 5:28
3. "Hooligan's Holiday" - 5:52
4. "Misunderstood" - 6:53
5. "Loveshine" - 2:37
6. "Poison Apples" - 3:41
7. "Hammered" - 5:16
8. "'Til Death Do Us Part" - 6:04
9. "Welcome to the Numb" - 5:18
10. "Smoke the Sky" - 3:37
11. "Droppin' Like Flies" - 6:25
12. "Driftaway" - 3:59